# Carex chinoi
Carex chinoi là một loài thực vật có hoa trong họ Cói. Loài này được Ohwi ex T.Koyama mô tả khoa học đầu tiên năm 1957.